# Julie Nord
Julie Nord (14 de marzo de 1970,Copenhague) es una artista visual danesa que se formó en la Real Academia Danesa de Bellas Artes de 1994 a 2001.

## Trayectoria
Julie Nord se educó en la Real Academia Danesa de Bellas Artes entre 1996 y 2001. Crea dibujos meticulosos, surrealistas y, a menudo, de gran tamaño, utilizando lápiz, rotulador y acuarela.Ha trabajado con el dibujo, desde pequeñas acuarelas hasta dibujos con rotulador 1x2  y dibujos realizados directamente en la pared. En sus fotografías trabaja con la disolución de las expectativas fusionando cuentos de hadas, adornos, ilustraciones de libros infantiles, cultura popular y otros géneros familiares en algo nuevo e inquietante.

## Estilo artístico
Sus obras se inspiran en películas de terror, arte psicodélico y Alicia en el país de las maravillas de Lewis Carroll pero también se inspira en artistas como Henry Darger, Ovartaci e Ingeborg Prehn.Exploran un universo surrealista que resultan familiares por el recuerdo de literatura infantil aunque parecen casi apocalípticas. Crea de este modo un espacio entre la inocencia de la juventud y la conciencia cínica de la madurez. 
Julie Nord es conocida por sus historias imaginativas y figurativas sobre papel, muñecas serias con ojos grandes y pestañas largas, o hermosas enredaderas de flores con plantas carnívoras y calaveras sonrientes son algunos de los motivos que se ven en sus fotografías. Así, se siguen sucesivamente lo gracioso y lo horripilante. Patrones impredecibles y caóticos se entrelazan unos con otros en su arte, formando innumerables narrativas y motivos. Algunas de sus imágenes aparecen como una especie de dibujos de teléfonos o autómatas.
Julie Nord ha expuesto en muchos lugares como Estados Unidos, Inglaterra, Suecia, Finlandia, Noruega y Alemania. En 2010 realizó una exposición individual (“Xenoglossy”) en el Museo de Arte ARoS Aarhus y el Museo Nórdico de la Acuarela. Además está representada en el Museo de Arte ARoS y la Galería Nacional de Dinamarca.

## Obras

### Galería de imágenes

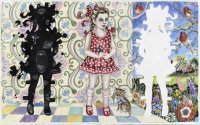
La casa de las muñecas de papel - 115 x 185 cm. Acuarela, lápiz de color y tinta sobre papel
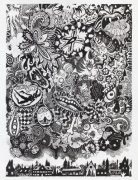
El humo de la chimenea 188 x 245 cm. Poscapen y tinta china sobre papel.

### Entre sus proyectos colectivos destacan[6]
- Through the Rabbit Hole: Sleights of Scale and Flights of Fancy en el 21C Museo de Kentucky.
- Girlpower & Boyhood en la Talbot Rice Gallery de Edimburgo.
- MALM 2 en el Malmö Kunsthal de Suecia.
- Fiction@Love: Forever Young Land en el Museo de Arte Contemporáneo de Shanghai.
- Ultra New Vision of Contemporary Art en el Museo de Arte de Singapur.
- Fairy Tales Forever en el Museo de Arte AroS-Aarhus de Dinamarca.

### Entre sus exposiciones individuales destacan[6]
- Elsewhere, en Mogadishni.
- The Cycle, en la Fundación la Caixa (España).
- From Wonderland with Love en el Museo de Arte AroS-Aarhus (Dinamarca).